# Ribáuè
Ribáuè – miasto na Mozambiku, w prowincji Nampula.